# ليزا كامبل
ليزا كامبل (بالإنجليزية: Lisa Campbell) هي لاعبة كرة الريشة أسترالية، ولدت في 1 مايو 1968 في Frankston, Victoria ‏ في أستراليا.

## وصلات خارجية
- ليزا كامبل على موقع BWF.tournamentsoftware.com (الإنجليزية)
- ليزا كامبل على موقع BWFbadminton.com (الإنجليزية)
- ليزا كامبل على موقع اللجنة الأولمبية الدولية (الإنجليزية)
- ليزا كامبل على موقع أوليمبيديا (الإنجليزية)
- ليزا كامبل على موقع اللجنة الأولمبية الأسترالية (الإنجليزية)
- ليزا كامبل على موقع اتحاد ألعاب الكومنولث (مؤرشف) (الإنجليزية)
- ليزا كامبل على موقع اتحاد ألعاب الكومنولث (مؤرشف) (الإنجليزية)